# 恋野恋
恋野 恋（こいの れん、1986年8月8日 - ）は、日本の元AV女優。
北海道出身。身長：147cm、B80、W56、H80。

## 経歴
2005年2月、宇宙企画（メディアステーション）より『ラブレター』でAVデビュー。2007年2月25日、デビュー2周年をもって引退した。夫の芸能プロダクション社長らと、同年3月20日頃、女子高生を全裸に近い水着姿でDVDモデルとしていたことで、児童福祉法違反（有害目的支配）の疑いで同年12月3日逮捕された。

## 作品
| 作品名                          | 発売日         | 発売元   | 備考       |
| ------------------------------- | -------------- | -------- | ---------- |
| ラブレター                      | 2005年2月25日  | 宇宙企画 | デビュー作 |
| 恋はストロベリー                | 2005年3月25日  | 宇宙企画 |            |
| 夢みるセーラー                  | 2005年4月24日  | 宇宙企画 |            |
| スウィート・ミックス            | 2005年5月20日  | 宇宙企画 |            |
| 恋はパラダイス                  | 2005年5月22日  | 宇宙企画 |            |
| いけない遊びの時間              | 2005年6月19日  | 宇宙企画 |            |
| 妹のスクール水着                | 2005年7月17日  | 宇宙企画 |            |
| lovelymix                       | 2005年7月29日  | 宇宙企画 |            |
| コスプレ姫                      | 2005年8月14日  | 宇宙企画 |            |
| Angel                           | 2005年9月11日  | 宇宙企画 |            |
| lovelymix 2                     | 2005年9月23日  | 宇宙企画 |            |
| さみしんぼう                    | 2005年10月16日 | 宇宙企画 |            |
| 強制インモラル                  | 2005年11月13日 | 宇宙企画 |            |
| 2in1 強制インモラル             | 2005年11月26日 | 宇宙企画 |            |
| DUET 恋野恋&森村はるか          | 2005年12月24日 | 宇宙企画 |            |
| 恋野恋のチャレンジFUCK          | 2006年1月15日  | 宇宙企画 |            |
| 堕天使X 恋野恋                  | 2006年2月12日  | 宇宙企画 |            |
| 2in1 恋野恋のチャレンジFUCK     | 2006年2月24日  | 宇宙企画 |            |
| 痴漢バス女子校生 恋野恋         | 2006年3月24日  | TMA      |            |
| メイド姉妹                      | 2006年4月28日  | TMA      |            |
| ふたなり少女 恋野恋             | 2006年5月26日  | TMA      |            |
| 初セル 恋野恋                   | 2006年6月13日  | MOODYZ   |            |
| 最高のオナニーのために 恋野恋   | 2006年7月13日  | MOODYZ   |            |
| ハイパーデジタルモザイクVol.036 | 2006年8月13日  | MOODYZ   |            |
| Mの受難                         | 2006年9月13日  | MOODYZ   |            |
| 極乱交                          | 2006年10月13日 | MOODYZ   |            |
| ドリームアイドル 13             | 2006年11月13日 | MOODYZ   |            |
| パイパン肉便器                  | 2006年12月13日 | MOODYZ   |            |
| ハイパーデジタルモザイク 4時間  | 2007年2月13日  | MOODYZ   | 総集編     |
| イカセ電マ 4時間                | 2007年3月13日  | MOODYZ   | 総集編     |
| 超人気女優の潮吹きSEX4時間      | 2007年4月13日  | MOODYZ   | 総集編     |
| 極乱交4時間                     | 2007年5月1日   | MOODYZ   | 総集編     |
| パイパン4時間                   | 2007年6月13日  | MOODYZ   | 総集編     |
| 野外青姦4時間                   | 2007年7月13日  | MOODYZ   | 総集編     |
| 32人の乳もみインタビュー 4時間  | 2007年8月10日  | TMA      | オムニバス |
| 美少女ファックBEST2             | 2007年10月1日  | MOODYZ   | 総集編     |
| ハイモザ アナル舐め4時間        | 2007年10月1日  | MOODYZ   | 総集編     |